# Ivan Sjtjeglovitov
Ivan Grigorjevitj Sjtjeglovitov (ryska: Иван Григорьевич Щегловитов), född 25 februari (gamla stilen: 13 februari) 1861 i guvernementet Tjernigov, död (avrättad) 5 september 1918 i Petrograd, var en rysk politiker.
Sjtjeglovitov var justitieminister i Ryssland under tiden 24 april 1906 till 6 juli 1915 och statsråd från 1 januari 1917 till februari samma år.